# Ver, Manche
Ver är en kommun i departementet Manche i regionen Normandie i norra Frankrike. Kommunen ligger i kantonen Gavray som tillhör arrondissementet Coutances. År 2022 hade Ver 384 invånare.

## Befolkningsutveckling
Antalet invånare i kommunen Ver
| Referens: INSEE |